# جمهوری‌خواهی فدرال
جمهوری‌خواهی فدرال (به انگلیسی: federal republicanism)، یک ایدئولوژی است که عمدتاً در قرن ۱۹ میلادی در اسپانیا رایج بود و به جمهوری‌خواهی دلالت می‌کرد که از انجمن‌های محلی شهروندان حمایت کرده و مشارکت شهروندان در امور عامه را پشتیبانی می‌کند. بخش مهمی از آن مفهوم فدرالیسم است، به تعقیب واگذاری یا توزیع و مدیریت بخش‌های اداری کوچک‌تر برای جلوگیری از حکومت‌ها با تمرکز مرکزی و قوی قدرت. این تفکر، مقدمه‌ای بر کانتونالیزم در انقلاب باشکوه اسپانیا معرفی گردیده بود.

## رابطه با آنارشیسم
آنارشیست‌ها علاقه دارند که با نویسندگان جمهوری‌خواه روابط دوستانه داشته باشند. به عنوان مثال بنجامین تاکر نوشته‌است: «آنارشیست‌ها تا آخرین لحظه و بدون ترس، صرفاً دموکرات‌های دموکرات‌های جفرسونی اند. آنها فکر می‌کنند که 'بهترین حکومت، حکومت حداقلی است' و آنهایی که حکومت حداقلی دارند، اصولاً حکومت نمی‌کنند.» او به نقل قول‌های توماس جفرسون و هنری دیوید ثورو اشاره می‌کند. میخائیل باکونین و پیر ژوزف پرودون با آرمان دموکراسی جفرسونی ابراز همدردی کردند و آن را نزدیک به نظریه آنارشیستی اعلام کردند. «اینریک فلورس مگون» تلاش ورزید تا با ادعای اینکه توماس جفرسون «یک انارشیست زمان خود بود» توجه مردم مکزیک را به خود جلب کند.
آنارشیست‌ها اسپانیایی در مورد فرانسسک پی ای مارگال ادعاهایی داشتند. حدس زده می‌شود که او مفهوم فدرالیسم خود را از اصول کار فدراسیون انارشیست «پیر-جوزف پرودون» گرفته‌است، اگر چی گروهی از کارشناسان تحلیل کرده بودند که ایده‌های پی مارگال در نوشته‌های قبلی او، قبل از آثار پرودون بیان شده‌اند.